# Erling Lindström
Erling „Eje“ Lindström (* 9. August 1937 in Sundsvall) ist ein ehemaliger schwedischer Eishockeyspieler und -trainer. 

## Karriere
Erling Lindström begann seine Karriere als Eishockeyspieler beim Wifsta/Östrands IF, für dessen Profimannschaft er von 1953 bis 1960 in der Division 1, der damals höchsten schwedischen Spielklasse, aktiv war. Anschließend spielte der Stürmer drei Jahre lang für den Grums IK, ehe er von 1964 bis 1966 für den AIK Solna auflief, bei dem er anschließend seine Karriere im Alter von nur 29 Jahren beendete. 
Von 1970 bis 1976 war Lindström Cheftrainer beim Timrå IK. 

### International
Für Schweden nahm Lindström an den Weltmeisterschaften 1957, 1958 und 1959 teil. Bei der WM 1957 gewann er mit seiner Mannschaft die Goldmedaille. Als bestes europäisches Team wurde Schweden zudem Europameister. Bei der WM 1958 gewann er mit seiner Mannschaft die Bronzemedaille.

## Erfolge und Auszeichnungen
- 1957 Goldmedaille bei der Weltmeisterschaft
- 1958 Bronzemedaille bei der Weltmeisterschaft